# Konstantin Moreth
Konstantin Moreth (* 10. Januar 1971 in Bruchsal) ist ein deutscher Schauspieler und Regisseur.

## Werdegang
Bekannt wurde Moreth in der Rolle als Henrik Sandmanns Schulkamerad Kevin in der ARD-Vorabendserie Aus heiterem Himmel. Dort stieg er 1997 nach der dritten Staffel aus, da die Autoren kein Interesse mehr an einer Weitererzählung der Figur Kevin hatten. Später war er in verschiedenen deutschen TV-Produktionen wie Forsthaus Falkenau oder in Um Himmels Willen als Polizist Franz Bogner zu sehen.
Neben Fernsehrollen spielt Moreth am Theater, führt oft auch Regie und hat seine eigene Theaterproduktion, die Moreth Company.

## Filmografie (Auswahl)
- 1993: Tatort – Ein Sommernachtstraum
- 1995–1997: Aus heiterem Himmel
- 1998: Ein Fall für zwei
- 2002: Die Rosenheim-Cops – Schweigegeld
- 2004: Abgefahren – Mit Vollgas in die Liebe
- 2005: Um Himmels Willen
- 2009: Die Rosenheim-Cops – Wer zu viel weiß, ist früher tot
- 2010: Der Alte – Folge 351: Tod im Tierpark
- 2012: Forsthaus Falkenau
- 2012: Die Rosenheim-Cops – Betriebsausflug in den Tod
- 2013: Heiter bis tödlich: Hubert und Staller – Totgeritten
- 2016–2017: Marie fängt Feuer (vier Episoden)
- 2017: Zaun an Zaun
- 2017: Die Rosenheim-Cops – Kein Honigschlecken
- 2018: Hubert und Staller – Schwein gehabt
- 2018: Tatort: Freies Land
- 2019: Servus, Schwiegersohn!
- 2021: Die Rosenheim-Cops – Der alte Kahn
- 2021: Zimmer mit Stall: Schwiegermutter im Anflug
- 2022: Zimmer mit Stall: So ein Zirkus
- 2023: Die verkaufte Prinzessin (Märchenfilm)
- 2023: Hubert ohne Staller – Der Geschmack von Chrom und Leder
- 2024: Die Rosenheim-Cops – Es gabat koa Leich
- 2025: Lena Lorenz: Vor aller Augen

## Theater (Auswahl)
- 2003: Das Fest
- 2004–2005: Trainspotting
- 2005–2011: Das Ballhaus
- 2009–2011: Dracula
- 2014–23: Der Ghetto Swinger (Hamburger Kammerspiele, Renaissance Theater Berlin, Tournee..)
- 2015–2016 Gefährliche Liebschaften (Moreth Company)
- 2020–2024: Reise der Verlorenen (Theaterlust/Altonaer Theater)
- 2022–24 Adams Äpfel (Moreth Company)